# Tadeusz Jasłowski

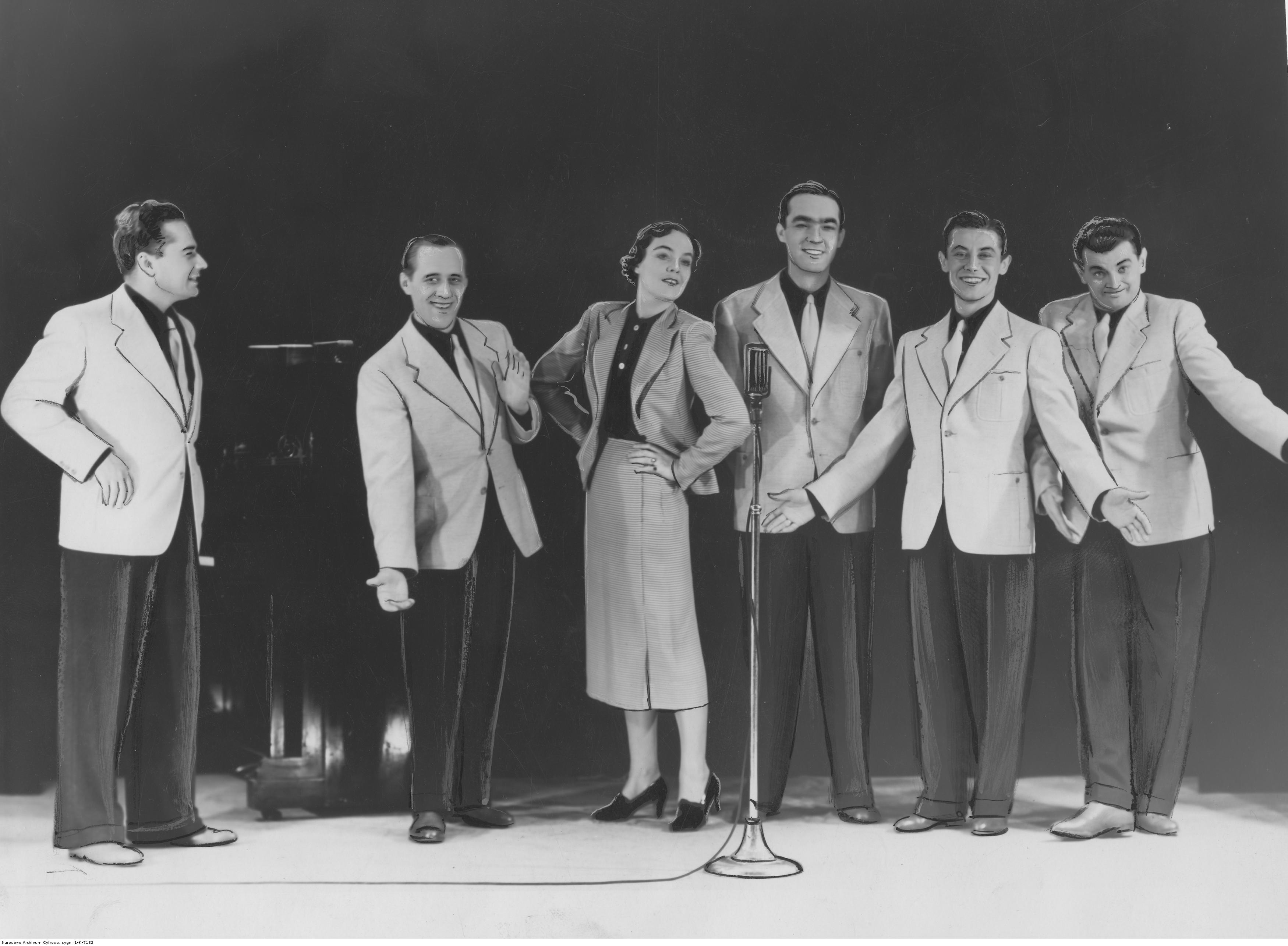
Chór Dana podczas występu – Tadeusz Jasłowski 2. z prawej (1938)

Tadeusz Józef Jasłowski (ur. 5 marca 1909 we Borysławiu, zm. 8 października 1940 w Międzylesiu) – polski piosenkarz, członek Chóru Dana.

## Życiorys
Studiował w Akademii Medycyny Weterynaryjnej we Lwowie. W latach 1931–1932 był członkiem lwowskiego Chóru Eryana, a następnie członkiem zespołu rewelersów Wesoła piątka, którego kierownikiem był Zbigniew Karrer-Lipczyński.
Był członkiem Chóru Dana. Z członkami tego zespołu wystąpił między innymi w polskim dubbingu, filmu Królewna Śnieżka i siedmiu krasnoludków.
Występował także w teatrze „Złoty Ul”.

## Życie prywatne
Był związany z przedwojenną aktorką Heleną Grossówną, której towarzyszył również podczas krajowego tournée.
Zmarł przedwcześnie w jej domku w Międzylesiu, przegrywając ciężką walkę z dyzenterią. Został pochowany na cmentarzu parafialnym w Zerzniu, jednak kilkadziesiąt lat po jego śmierci jego grób został zlikwidowany.

## Filmografia
- 1936: Dodek na froncie
- 1937: Parada Warszawy
- 1939: Ja tu rządzę
- 1939: W służbie mikrofonu (reportaż)[5]

### Polski dubbing
- 1938: Królewna Śnieżka i siedmiu krasnoludków – Królewicz (pierwsza wersja dubbingu)